# Hostile Territory – Durch feindliches Gebiet
Hostile Territory – Durch feindliches Gebiet ist ein US-amerikanischer Western aus dem Jahr 2022 von Brian Presley, der auch das Drehbuch verfasste und einer der Produzenten war. Außerdem übernahm er eine Filmrolle. Der Film behandelt die sogenannten Waisenzüge, mit denen in den USA zwischen den 1850ern und 1920ern Tausende von Waisenkindern aus dem Nordosten gen Westen gebracht wurden.

## Handlung
Jack Calgrove kämpfte im Sezessionskrieg für die Nordstaaten und erhielt den Rang eines Offiziers. Bald erreicht seine Familie die Nachricht, er wäre im Kampf gefallen. Tatsächlich geriet er allerdings nur in Kriegsgefangenschaft und die Meldung seines Todes basierte auf einen Irrtum. Da seine Frau in der Folgezeit an Tuberkulose verstarb, nahm sich Jacks ältester Sohn, Phil Calgrove, seinen jüngeren Geschwistern an. Als Jack aus der Kriegsgefangenschaft freigelassen wird, findet er sein Heim leerstehend vor. Er beschließt herauszufinden, was mit seinen Kindern passiert ist.
Er erfährt, dass seine zwei Töchter und sein jüngerer Sohn sich in einem Waisenzug nach Missouri zu seinem ältesten Sohn befinden. Dies gefällt Jack gar nicht, dass seine Kinder in den Süden gebracht werden, hatte er doch lange Zeit gegen die Südstaaten gekämpft. Auf dem Weg in den Süden schließen sich ihm ein befreiter Sklave und eine Gruppe Indianer an.

## Hintergrund
In den USA erschien der Film am 22. April 2022. In Deutschland erschien der Film am 3. März 2023 im Videoverleih. Seine deutschsprachige Free-TV-Premiere feierte der Film am 21. Juni 2025 auf Tele 5.

## Rezeption
„Trotz seines spannenden historischen Hintergrunds fallen Inszenierung und Figurenzeichnung zu behäbig und altbacken aus, um mehr als rührselige Familienunterhaltung zu bieten.“

Oliver Armknecht ist der Meinung, dass man immer wieder in einigen Szenen daran erinnert wird, dass es sich um eine Low-Budget-Produktion handelt. Da Brian Presley drei seiner Kinder in dem Film als seine Filmkinder mitspielen lässt, vermutet Armknecht, dass auch diese Entscheidung „einfach finanzielle Gründe“ hätte. Begeistert ist er von den Landschaftsaufnahmen, die er „sehenswert“ findet. Gelobt wird dahingehend Kameramann Mark David, der bereits zuvor mit Presley zusammen arbeitete. Er bemängelt, dass „es relativ lang“ dauert, ehe der Film „mal in Gang kommt“. Zu den Filmcharakteren meint er, sie wären „nicht der Rede wert“. Final vergibt er vier von zehn Punkten.
Im Popcornmeter, der Zuschauerwertung auf Rotten Tomatoes, hat der Film bei mehr als 50 Abstimmungen eine Wertung von 50 %. In der Internet Movie Database hat der Film bei über 1000 Stimmabgaben eine Wertung von 4,9 von 10,0 möglichen Sternen (Stand: Juni 2025).